# 佩爾韋涅齊
47°17′0″N 31°11′10″E / 47.28333°N 31.18611°E
佩爾韋涅齊（烏克蘭語：Первенець），是烏克蘭南部的村莊，隸屬尼古拉耶夫州的沃茲涅先斯克區。該村始建於1957年，面積0.7平方公里，海拔高度103米，2001年人口140，人口密度每平方公里200人。